# Херцеу
Херцеу (рум. Hărțău) — село у повіті Муреш в Румунії. Входить до складу комуни Пенет.
Село розташоване на відстані 269 км на північний захід від Бухареста, 7 км на північний захід від Тиргу-Муреша, 70 км на схід від Клуж-Напоки, 134 км на північний захід від Брашова.

## Населення
За даними перепису населення 2002 року у селі проживали 296 осіб.
Національний склад населення села:
| Національність | Кількість осіб | Відсоток |
| -------------- | -------------- | -------- |
| угорці         | 186            | 62,8%    |
| румуни         | 60             | 20,3%    |
| цигани         | 50             | 16,9%    |

Рідною мовою назвали:
| Мова      | Кількість осіб | Відсоток |
| --------- | -------------- | -------- |
| угорська  | 182            | 61,5%    |
| румунська | 64             | 21,6%    |
| циганська | 50             | 16,9%    |